# Liet International 2017
Liet International 2017 was de elfde editie van Liet International. Deze editie van de zangwedstrijd werd georganiseerd in de lente van 2017 in Kautokeino, Lapland. Oorspronkelijk zou deze editie in 2016 plaatsvinden, maar door het gebrek aan sponsors werd het festival uitgesteld naar 2017. Dit kwam omdat het Samisch parlement in Noorwegen het festival financieel heeft gesteund.

## Format
De liedjes moeten gezongen worden in de eigen minderheidstaal. Een jury beoordeelt de liedjes en geeft ze punten naargelang hun beoordeling. De winnaar is de regio die de meeste punten krijgt van de jury.
Verder wordt er ook een publieksprijs uitgereikt. Deze wordt uitgereikt aan de regio die volgens het publiek het beste was. Deze editie was de publieksprijs voor de Friese act.

## Gastland
Kautokeino werd aangeduid als gaststad voor de elfde editie. Het was al de derde keer dat de regio Lapland het festival organiseerde. De vorige edities die in Lapland plaatsvonden waren in Östersund en Luleå.

## Deelnemende regio's
Acht acts deden mee voor deze editie, uit acht regio's. Het was de eerste keer in de geschiedenis van het festival dat er een niet-Europese regio meedeed. Dit was Suriname.

## Uitslag
| Plaats | Regio        | Taal            | Artiest                            | Lied             | Punten |
| ------ | ------------ | --------------- | ---------------------------------- | ---------------- | ------ |
| 1      | Lapland      | Noord-Samisch   | Ella Marie Hætta Isaksen           | Luoddaearru      | 44     |
| 2      | Friesland    | West Fries      | Aafke Zuidersma                    | Minsk fan wearde | 39     |
| 3      | Oedmoertië   | Oedmoerts       | Pavel Aleksandrov & Dmitry Yakimov | Van'myz ortche   | 38     |
| 4      | Basjkirostan | Basjkiers       | Zaman                              | Hïwïtma          | 31     |
| 5      | Suriname     | Sranantongo     | Ruben Semmoh & Romeo Sumter        | Saka na pin      | 25     |
| 6      | Schotland    | Schots-Gaelisch | Mary Ann Kennedy & Friends         | Grioglachan      | 21     |
| 6      | Bretagne     | Bretons         | UKAN                               | Den ebet all     | 21     |
| 8      | Luxemburg    | Luxemburgs      | La Schlapp Sauvage                 | Blanne käpitan   | 13     |